# كلية عشتار الأهلية الجامعة
كلية عشتار الجامعة هي كلية أهلية تقع في مدينة الحلة ضمن محافظة بابل في العراق. أسست سنة 2024.

## أقسام الكلية
قسم التمريض
قسم تقنيات التخدير
قسم هندسة تقنيات الحاسوب